# Toomas Hendrik Ilves
Toomas Hendrik Ilves (phát âm tiếng Phần Lan: [ˈtoːmɑs ˈhendrik ˈilves]; sinh ngày 26 tháng 12 năm 1953) là Tổng thống thứ tư của Estonia, nhiệm kỳ từ ngày 9 tháng 10 năm 2006.
Ông là nhà ngoại giao, nhà báo, và là người lãnh đạo của Đảng Dân chủ Xã hội trong những năm 1990. Ông phục vụ trong chính phủ với vai trò là Bộ trưởng Bộ Ngoại giao, nhiệm kỳ đầu tiên từ năm 1996 đến năm 1998 và nhiệm kỳ thứ hai từ năm 1999 đến năm 2002. Từ năm 2004 đến năm 2006, ông là thành viên của Nghị viện châu Âu. Ông được bầu làm Tổng thống Estonia vào ngày 23 tháng 9 năm 2006.